# Statens pensjonsfond
Statens pensjonsfond, etablerad 1 januari 2006, utgörs av två norska statliga investeringsfonder — Statens pensjonsfond utland (populärt kallad «Oljefonden») och Statens pensjonsfond Norge.
Fonderna förvaltar de ekonomiska resurserna till det norska försäkrings- och pensionssystemet (folketrygden) för att få maximal avkastning. 

## Oljefonden
Statens pensjonsfond utland (SPU), tidigare Statens petroleumsfond, upprättades 22 juni 1990 och har som uppgift att förvalta den norska finansiella förmögenheten som kommer från Norges oljeindustri. SPU tillförs varje år intäkter som motsvarar statens nettovinst från oljeindustrin, samt avkastning av SPU:s förmögenhet. En del av SPU används varje år för att täcka utgifter i statsbudgeten, ett belopp som ska utgöra högst 3 procent av SPU:s värde. I oktober 2019 passerade SPU:s storlek 10 000 och från 2019 till 2024 fördubblades fonden till 20 000 miljarder NOK. Norges Bank Investment Management (NBIM) förvaltar SPU på uppdrag från Finansdepartementet.

### Etiska riktlinjer
Fonden har etiska regler som gör att den utesluter ett flertal företag inom tobaks-, försvars- och gruvindustrin.

## Statens pensjonsfond Norge
Statens pensjonsfond Norge (SPN) förvaltas av ett statligt bolag, Folketrygdfondet (på uppdrag från Finansdepartementet).